# Cavarc
Cavarc ist eine französische Gemeinde mit 158 Einwohnern (Stand 1. Januar 2022) im Département Lot-et-Garonne in der Region Nouvelle-Aquitaine (vor 2016: Aquitanien). Sie gehört zum Arrondissement Villeneuve-sur-Lot und zum Kanton Le Val du Dropt.
Die Herkunft des Ortsnamens weist auf den keltischen Stamm der Cavaren hin. Ihr ursprüngliches Siedlungsgebiet im Südosten des heutigen Frankreichs mussten sie auf Druck der Römer verlassen. Sie flohen in das Gebiet des heutigen Départements und hinterließen mehrere Flur- und Ortsnamen.
Die Einwohner werden Cavarcois und Cavarcoises genannt.

## Geographie
Cavarc liegt ca. 35 km nördlich von Villeneuve-sur-Lot in der historischen Provinz Agenais an der nördlichen Grenze zum benachbarten Département Dordogne.
Umgeben wird Cahuzac von den sechs Nachbargemeinden:
| Monmarvès (Département Dordogne) | Boisse (Département Dordogne)               |                                         |
| Saint-Quentin-du-Dropt           | Kompassrose, die auf Nachbargemeinden zeigt | Sainte-Radegonde (Département Dordogne) |
|                                  | Ferrensac                                   | Doudrac                                 |

Cavarc liegt im Einzugsgebiet des Flusses Garonne.
Der Dropt, einer seiner Nebenflüsse, bildet die natürliche Grenze zu der südlichen Nachbargemeinde Ferrensac.
Die Bournègue bewässert das Gebiet der Gemeinde mit ihren Nebenflüssen,
- dem Ruisseau de Roumanou und
- der Nette (Bournègue), zusammen mit ihren Nebenflüssen,
  - dem Ruisseau du Grand Pigat und
  - dem Pourcal.[3]

## Geschichte
Im Rahmen von Ausgrabungen an der Mühle La Bayle ist im Jahre 1928 eine Fundstätte aus der Jungsteinzeit entdeckt worden, die eine frühe Besiedelung des Landstrichs beweist. Trotz fehlender Belege für eine Landnahme der Kelten hebt sich die Gemeinde ab durch eine Römerstraße, die aus Steinblöcken gebaut wurde und noch sehr erhalten geblieben ist.
Die ersten Erwähnungen der Pfarrgemeinde Saint-Loup-de-Cavarc datieren aus dem Jahr 1266. Diese war zu dieser Zeit zweigeteilt. der nördliche Teil rund um das Schloss Canterane gehörte zum Bistum Sarlat, der südliche Teil gehörte zum Bistum Agen. Das Dorf gehörte somit zum Périgord und gleichzeitig zum Agenais.
Während des Ancien Régimes war ein großer Teil der Pfarrgemeinde vom Lehen des Barons Beraud, Seigneur von Canterane und Cavarc, umschlossen. Einige Hektar gehörten hingegen zum Besitz der Abtei Cadouin.
Die Französische Revolution brachte die Umstellung von einer Pfarrgemeinde zu einer Gemeinde. Sie wurde zunächst zum neu gebildeten Kanton Issigeac des Départements Dordogne zugeteilt, jedoch aufgrund der Unzufriedenheit der Bevölkerung über diesem Schritt im Jahr 1793 zum Kanton Castillonnès des Départements Lot-et-Garonne übertragen.
Im Jahr 1841 wurde die Gemeinde Saint-Dizier eingegliedert.

## Einwohnerentwicklung
Mit der Eingemeindung von Saint-Dizier stieg die Einwohnerzahl in der Mitte des 19. Jahrhunderts auf einen Höchststand von rund 575. In der Folgezeit sank die Größe der Gemeinde bei kurzen Erholungsphasen bis zur Jahrtausendwende auf rund 125 Einwohner, bevor eine Wachstumsphase einsetzte, die heute noch andauert.
| Jahr      | 1962 | 1968 | 1975 | 1982 | 1990 | 1999 | 2006 | 2011 | 2022 |
| --------- | ---- | ---- | ---- | ---- | ---- | ---- | ---- | ---- | ---- |
| Einwohner | 227  | 209  | 183  | 169  | 155  | 147  | 129  | 144  | 158  |

## Sehenswürdigkeiten
- Pfarrkirche Saint-Loup, romanischer Bau mit Eingangsportal aus dem 15. Jahrhundert
- Kirche Saint-Dizier, romanischer Bau aus dem 12. Jahrhundert
- Haus im Weiler Saint-Dizier in Bauweise durch Aufeinanderstapeln von Holzbalken aus dem 14. Jahrhundert, als Monument historique eingeschrieben
- Schloss Canterane aus dem 19. Jahrhundert

## Wirtschaft und Infrastruktur
Die Landwirtschaft mit den Schwerpunkten Getreideanbau, Obstbau und Viehzucht ist der wichtigste Wirtschaftsfaktor der Gemeinde.

### Sport und Freizeit
Auf dem Gebiet der Gemeinde befindet sich das Gelände des Fliegerclubs Aéroclub de Castillonès.

### Verkehr
Cavarc ist erreichbar über die Routes départementales 250 und 250E (Dordogne: 19).